# چسزکزه
چسزکزه (به لاتین: Trzeszcze) یک روستای لهستان در لهستان است که در Gmina Chojna واقع شده‌است.

## خصوصیات
چسزکزه ۴ نفر جمعیت دارد.